# Plou Com Mai
Plou Com Mai és un grup de música en català, procedent de Llorenç del Penedès, que s'enquadra dins d'un estil pop rock. Van guanyar la setena edició del concurs Ebre Musik 2008.
L'any 2009 van publicar el seu tercer àlbum, Vitamina P. Plou Com Mai va guanyar el Concurs de música del Vendrell Track en la seva edició del 2010, en detriment de les bandes Ego i Un Nombre Bonito. El premi inclou una gravació en estudi amb la producció de Jesús Rovira i Costas de (Lax'n'Busto), el disseny i la maquetació del disc, el que va conduir a l'edició del disc Òxid a finals del 2012.

## Discografia
| • El camí més curt (2002) |
| --- |
| 1. El camí més curt 2. El tren de la sort 3. Potser algun dia 4. El record 5. No sé si és 6. El baúl de los sueños rotos 7. Un lloc millor 8. Anys de perdre 9. Carolina 10. Plou Com Mai |

| • Il·lusions (2005)                                                                                                   |
| --- |
| 1. El jardí 2. Desperta'm 3. Ara o mai 4. Felicitat 5. Cap al nord 6. L'ocell d'acer 7. Il·lusions 8. Llums de colors |

| • Vitamina P (2009) |
| --- |
| 1. Bombolles de sabó 2. Respira 3. Dona Sofisticada 4. Llàgrimes de marbre 5. Sé 6. El Drac Sheren 7. T'espero 8. L'home del mirall 9. L'autòmat 10. Ni un dia més |

| • Òxid (2012) |
| --- |
| 1. Circ 2. Versos 3. L'heroi 4. Dissabte 5. Il·lusions 6. Fum 7. Paper cartró 8. Pedaç 9. Civilització 10. Novembre |